# Дворец спорта (станция метро, Киев)
«Дворе́ц спо́рта» (укр. «Пала́ц спо́рту» (слушать)о файле) — 30-я станция Киевского метрополитена. Расположена в Шевченковском районе города Киева, на Сырецко-Печерской линии между станциями «Золотые ворота» и «Кловская». Станция открыта 31 декабря 1989 года в составе первой очереди Сырецко-Печерской линии. Название — от расположенного рядом Дворца спорта. Пассажиропоток — 17,5 тыс. чел./сутки.

## Конструкция
Станция глубокого заложения. Имеет три подземных зала — средний и два зала с посадочными платформами. Залы станции соединены между собой рядом проходов-порталов, которые чередуются с колоннами увеличенного сечения. Необычная конструкция способствовала созданию необычного решения свода в центральном зале — она не радиальная, а более трапециевидная с заоваленными углами. С этой станции началось широкое использование алюминия в отделке станций киевского метро. Колонны оригинальной формы облицованы зеленым (тогда очень необычным) кубинским мрамором и алюминиевым профилем. Световые линии из стандартных светильников практичны и органично вписываются в общий интерьер станции.
Тематически-архитектурное строение перрона отражает свою особенность, немного увеличенная высота зала позволила авторам создать впечатление её динамичности. Отделочные материалы — мрамор, гранит, цветной металл придают станции индивидуальности.
Название станции на путевых стенах выполнено крупными буквами оригинальной формы. Когда в киевском метро были убраны надписи на русском языке, станция «Дворец спорта» долгое время оставалась единственной в Киеве, где на путевых стенах название станции было указано и на русском языке, наряду с украинским. В феврале 2015 г. надпись на русском языке была демонтирована, на каждой из путевых стен оставлено по одной надписи на украинском языке.

## Вестибюли
Средний зал при помощи эскалаторного тоннеля с трехленточным одномаршевым эскалатором соединен с подземным вестибюлем, который выходит в подземный переход, выходящий на Спортивную площадь и Эспланадную улицу. Наземный вестибюль отсутствует.

## Пересадки
Является частью пересадочного узла между Сырецко-Печерской и Оболонско-Теремковской линиями. Пересадка на станцию «Площадь Украинских Героев» расположена с северного торца станции, переход оборудован четырёхленточными одномаршевыми эскалаторами.

## Изображения

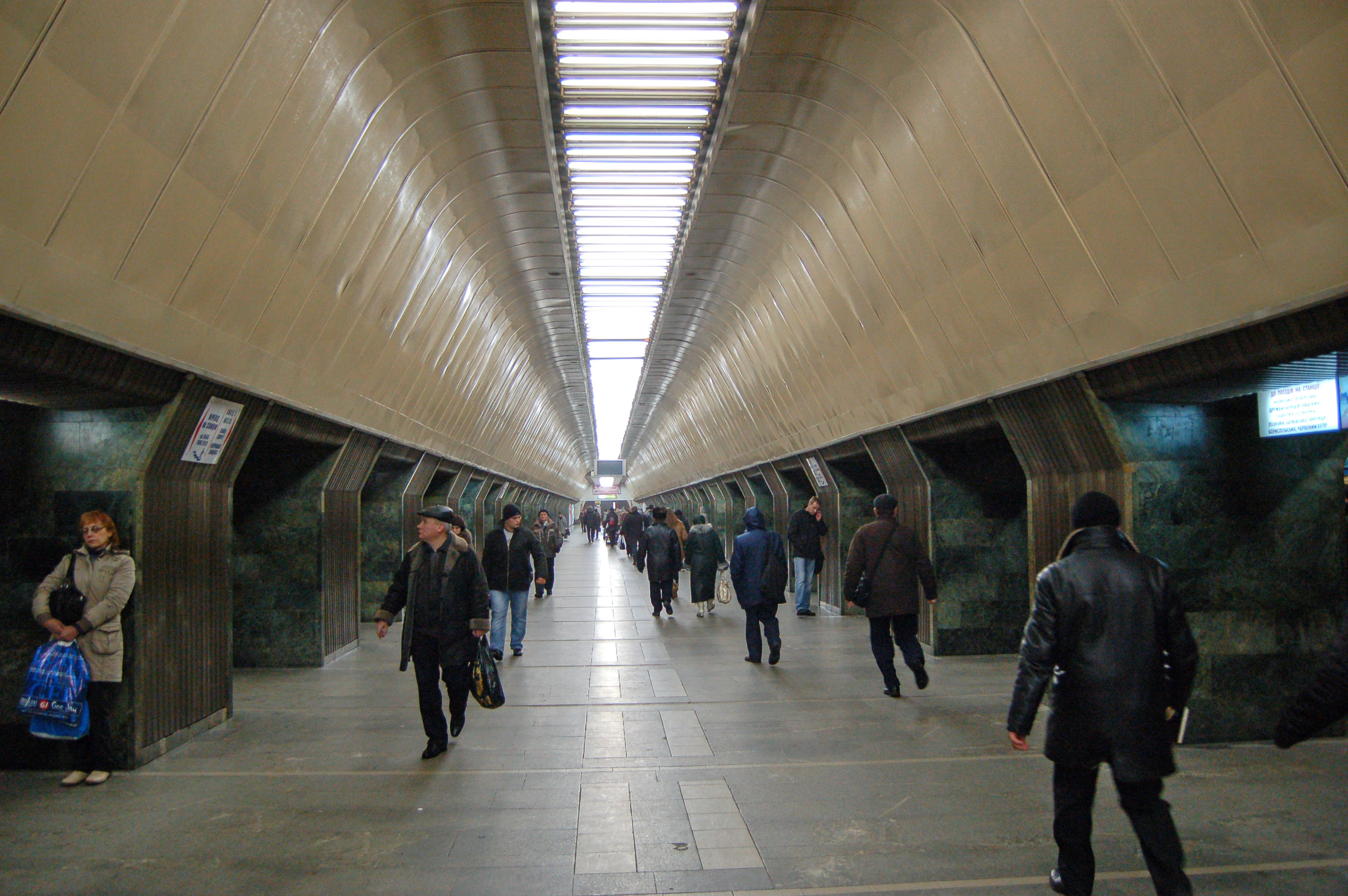
Центральный зал
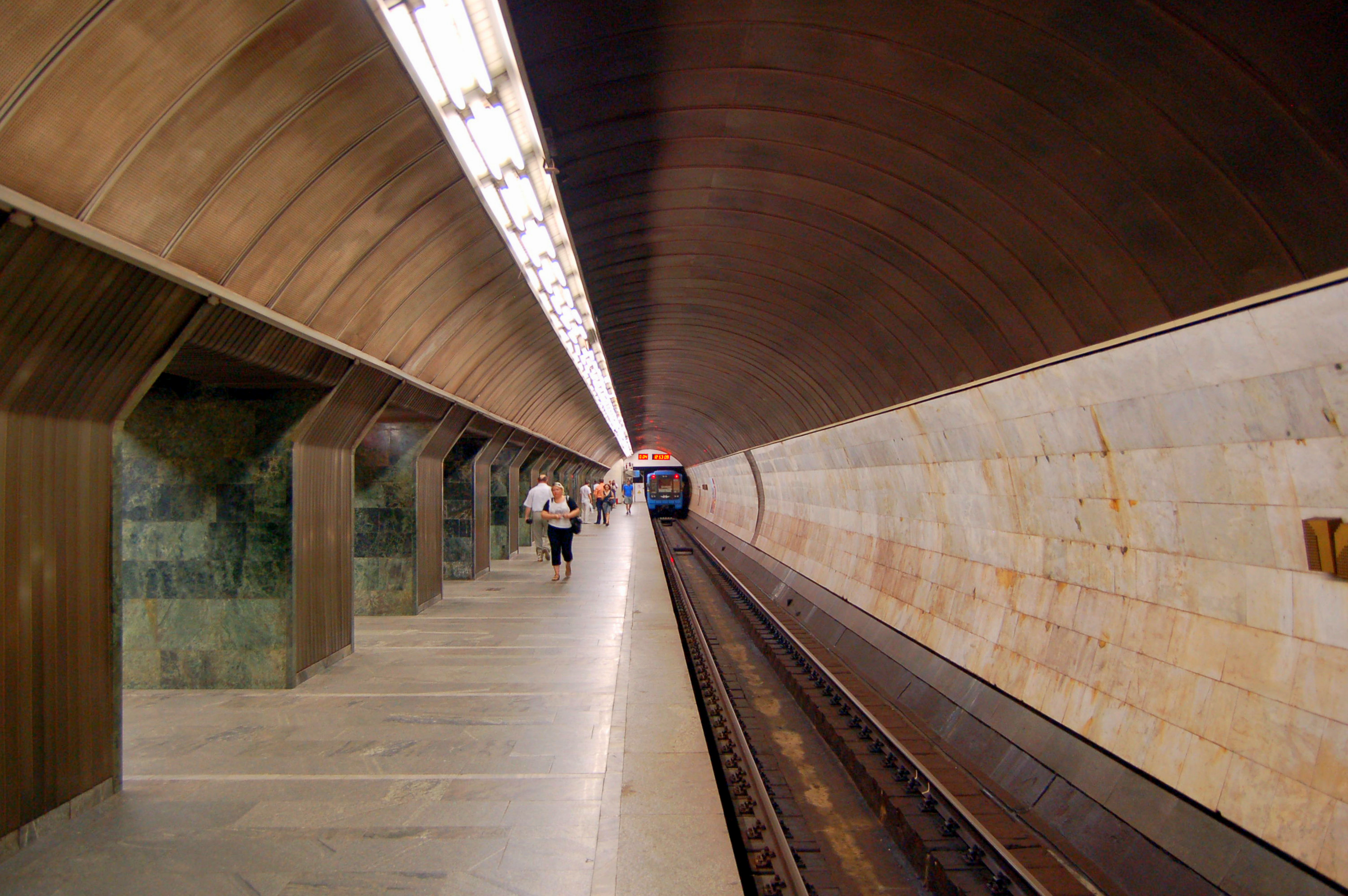
Посадочная платформа
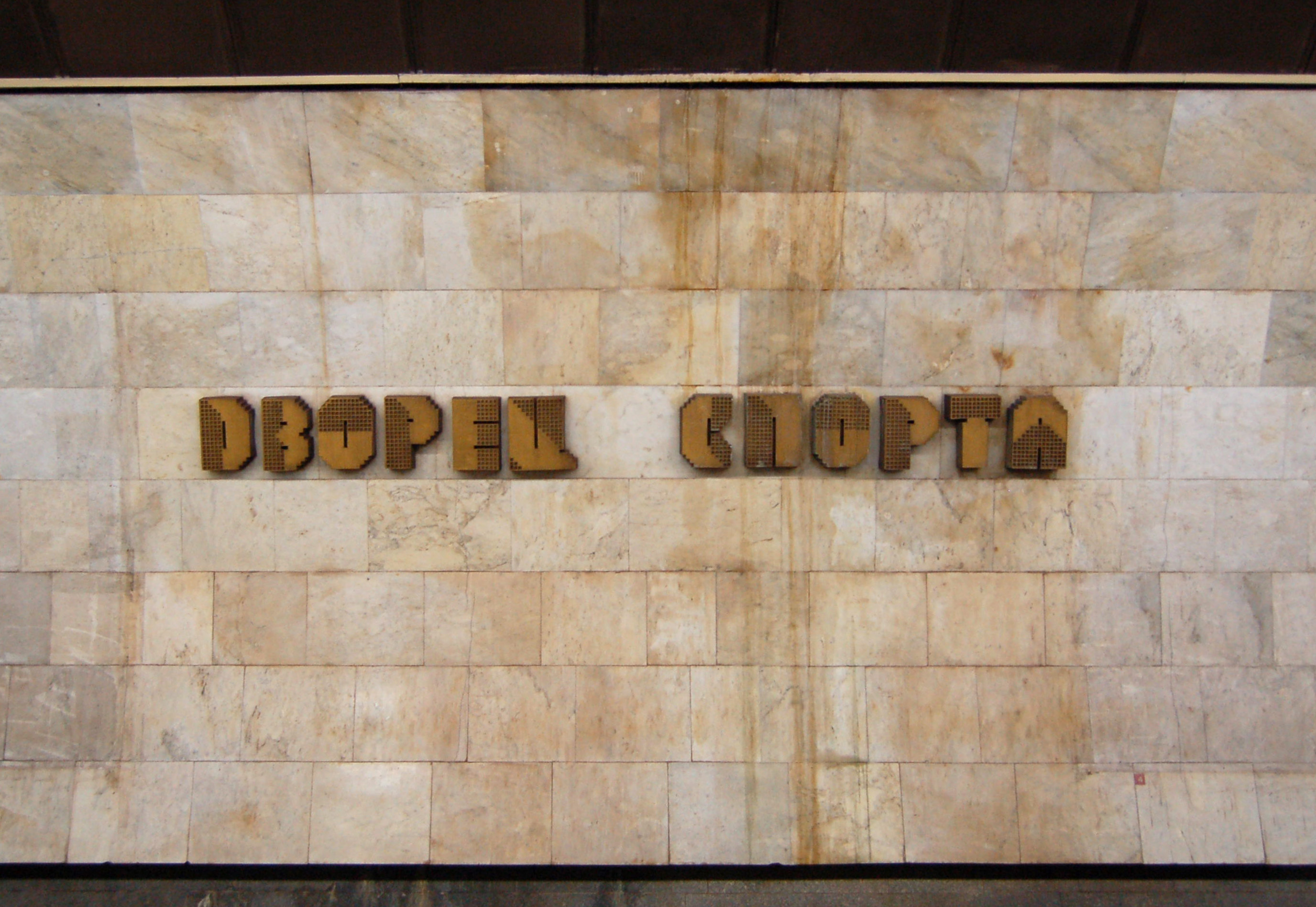
Название станции на путевой стене, на русском языке (до демонтажа в феврале 2015 г.)
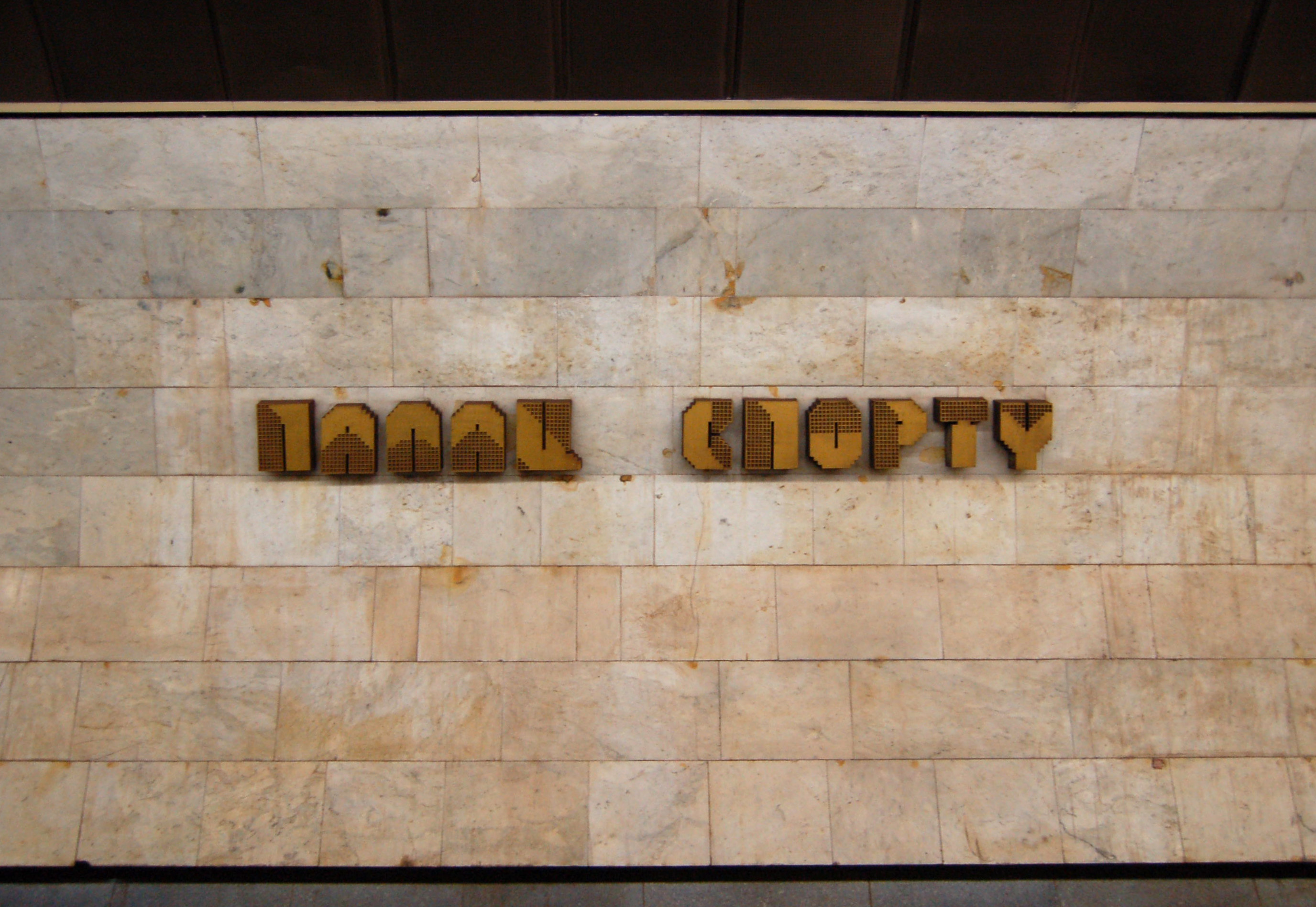
Название станции на путевой стене, на украинском языке (до реконструкции в феврале 2015 г.)
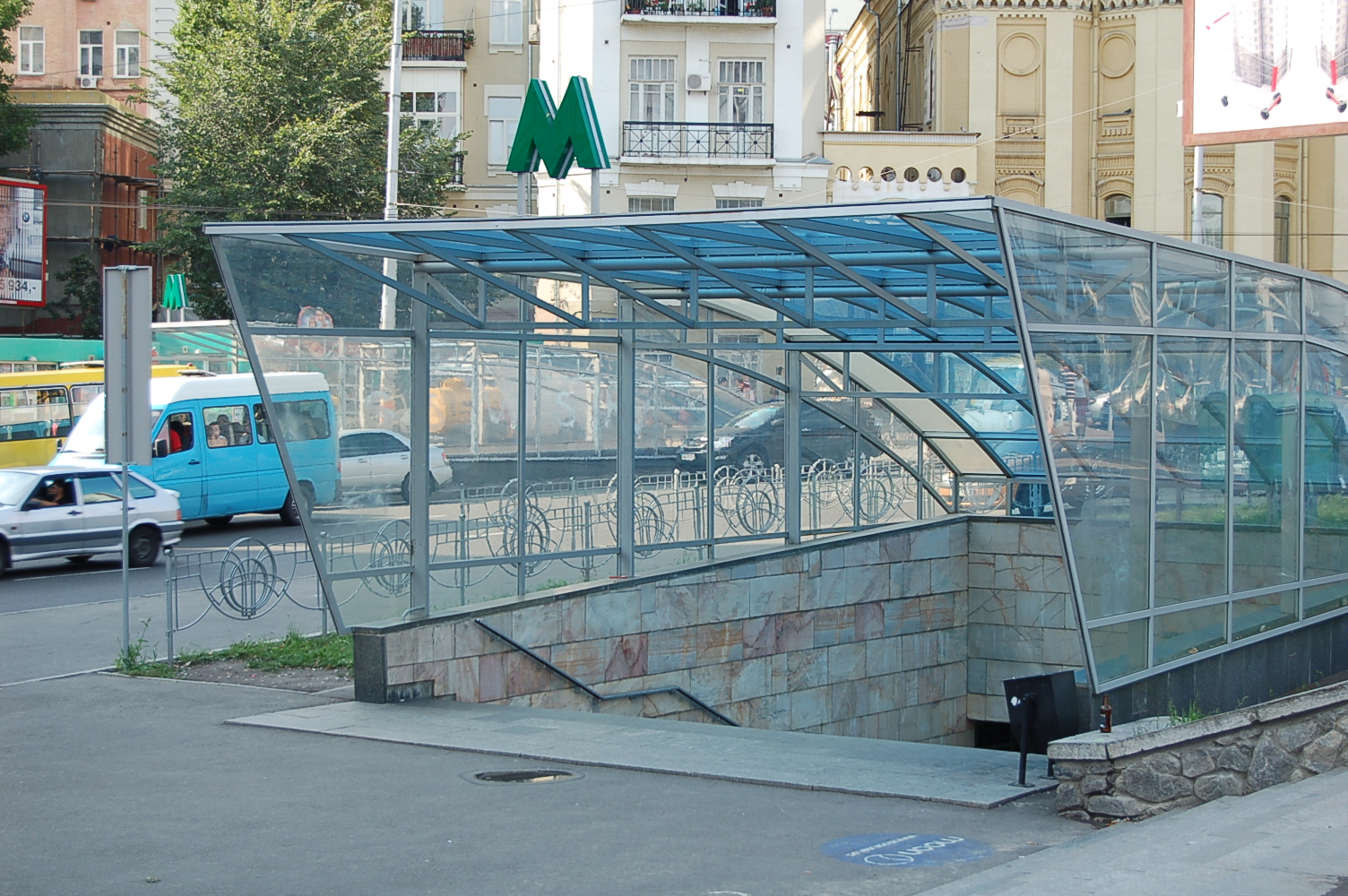
Выход в город со станции «Дворец спорта»

Пересадочный узел
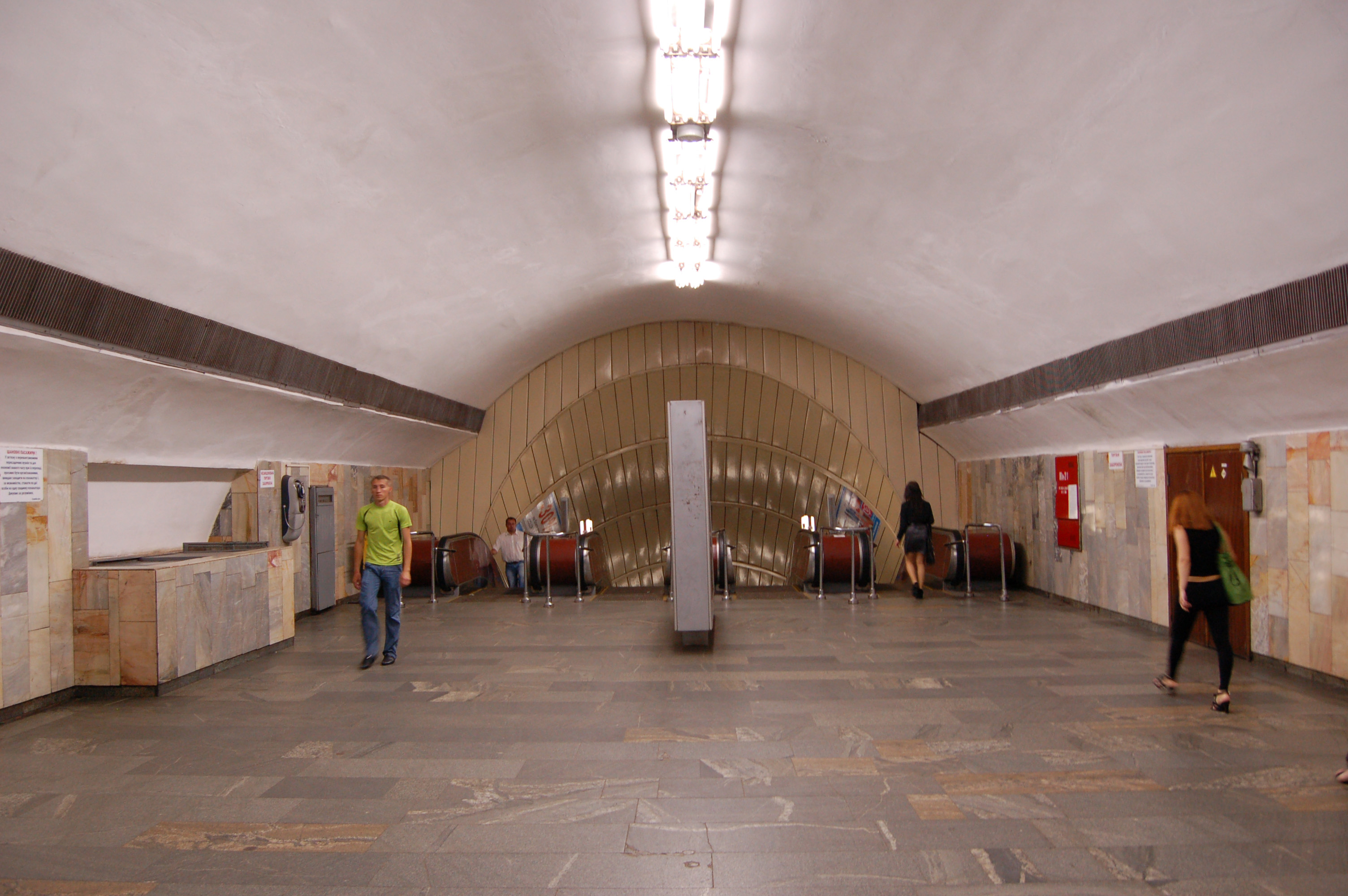
Аванзал перехода. Вид в сторону эскалаторов к станции «Дворец спорта»
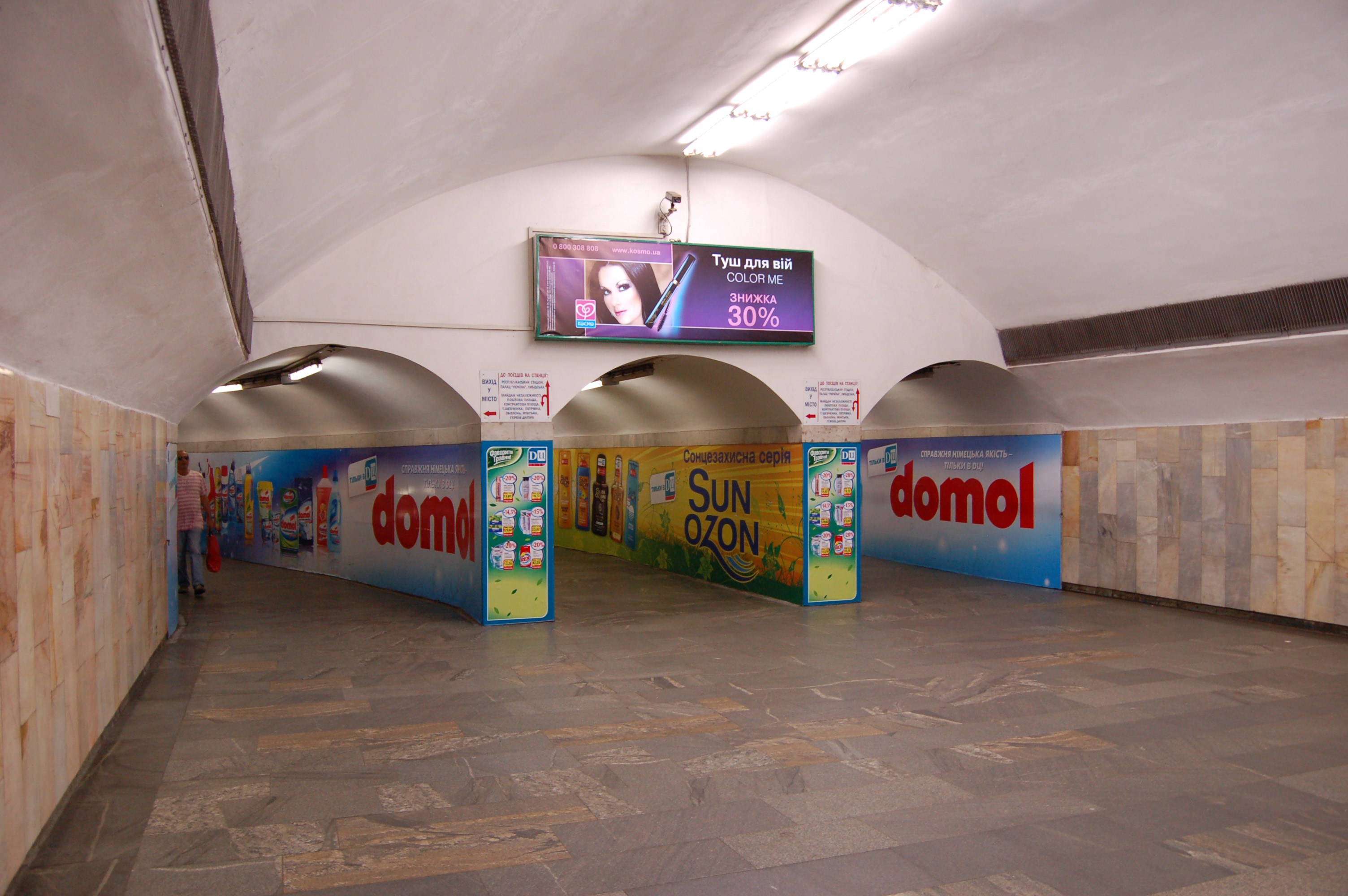
Аванзал перехода. Вид в сторону станции «Площадь Украинских Героев»

## Режим работы
Открытие — 5:45, закрытие — 0:11
Отправление первого поезда в направлении:
- ст. «Сырец» — 06:00
- ст. «Красный хутор» — 05:50

Отправление последнего поезда в направлении:
- ст. «Сырец» — 00:29
- ст. «Красный хутор» — 00:16

Расписание отправления поездов в вечернее время суток (после 22:00) в направлении:
- ст. «Сырец» — 22:20, 22:32, 22:44, 23:01, 23:18, 23:34, 23:51, 0:08, 0:25
- ст. «Красный хутор» — 22:21, 22:34, 22:51, 23:07, 23:24, 23:41, 23:58, 0:12, 0:17

Переход на станцию «Площадь Украинских Героев» работает с 5:45 до 0:28.